# جون جاي (صانع أفلام)
جون جاي (بالإنجليزية: John Jay)‏ هو صانع أفلام أمريكي، ولد في 1915، وتوفي في 2000 في رانشو سنتا في ‏ في الولايات المتحدة.

## وصلات خارجية
- جون جاي على موقع IMDb (الإنجليزية)